# Breakbeat hardcore
Breakbeat hardcore is een genre binnen de elektronische dansmuziek.
Breakbeat hardcore ontstond eind jaren 80 in de ravescene van het Verenigd Koninkrijk. Het combineert four-on-the-floor-ritmes met breakbeats op een tempo van 130 tot 150 BPM. Er wordt gebruikgemaakt van samples uit funk en hiphop en drumcomputers als Roland TR-909. Het bevat korte akkoorden uit synthesizers en korte stukken vocalen of rap, die vaak versneld worden afgespeeld. Bekende platen uit het genre zijn Anasthasia van T99, Quadrophonia van Quadrophonia (band), Frequency van Altern-8 en Experience van The Prodigy. Breakbeat hardcore werd opgevolgd door jungle en 4-beat. 